# 150 000 000
«150 000 000» — поэма Владимира Владимировича Маяковского, написанная им между 1919 и 1920 годами. 150 миллионов человек — население СССР в конце 1920-х годов.

## История издания
Поэма была задумана и начата Владимиром Маяковским в первой половине 1919 года и окончена им в марте 1920 года. Название поэмы имело несколько вариантов: «Воля миллионов», «Былина об Иване», «Иван Былина. Эпос революции».
5 марта 1920 года поэт прочитал отрывки из поэмы «150 000 000» на открытии клуба при Всероссийском Союзе поэтов в Москве. Полностью она была прочитана им 4 декабря 1920 года в Доме искусств в Петрограде и 12 декабря 1920 года в Политехническом музее в Москве.
Первые автографы отрывков, отдельных строк и заготовок в записных книжках поэта относятся к 1919 году. Сохранилась машинопись с авторскими исправлениями и вставками 1920 году. Отрывки из поэмы впервые были опубликованы в том же году в журнале «Художественное слово», издававшемся литературным отделом Наркомпроса. Отдельное издание поэмы без имени автора вышло в издательстве Гиз в 1921 году. Маяковский намеренно отказался от указания авторства, предполагая, что поэма станет основой для свободного творчества масс. Эксперимент не удался: «Кончил „Сто пятьдесят миллионов“. Печатаю без фамилии. Хочу, чтоб каждый дописывал и лучшил. Этого не делали, зато фамилию знали все».
Список с печатного текста поэмы, сделанный Лилей Юрьевной Брик в 1924 году, был сдан в Литературно-художественный отдел Госиздата 9 октября 1924 года. Рукой Владимира Маяковского написана заглавная страница списка: «В. В. Маяковский, 150 000 000». Издание, однако, не было осуществлено.
В отличие от предыдущих изданий поэмы, где текст печатался «столбиком», поэт применил для предполагавшегося нового её издания систему ступенчатой разбивки строк, на которую он перешёл с 1923 года.